# Michaelskirche (Gussenstadt)

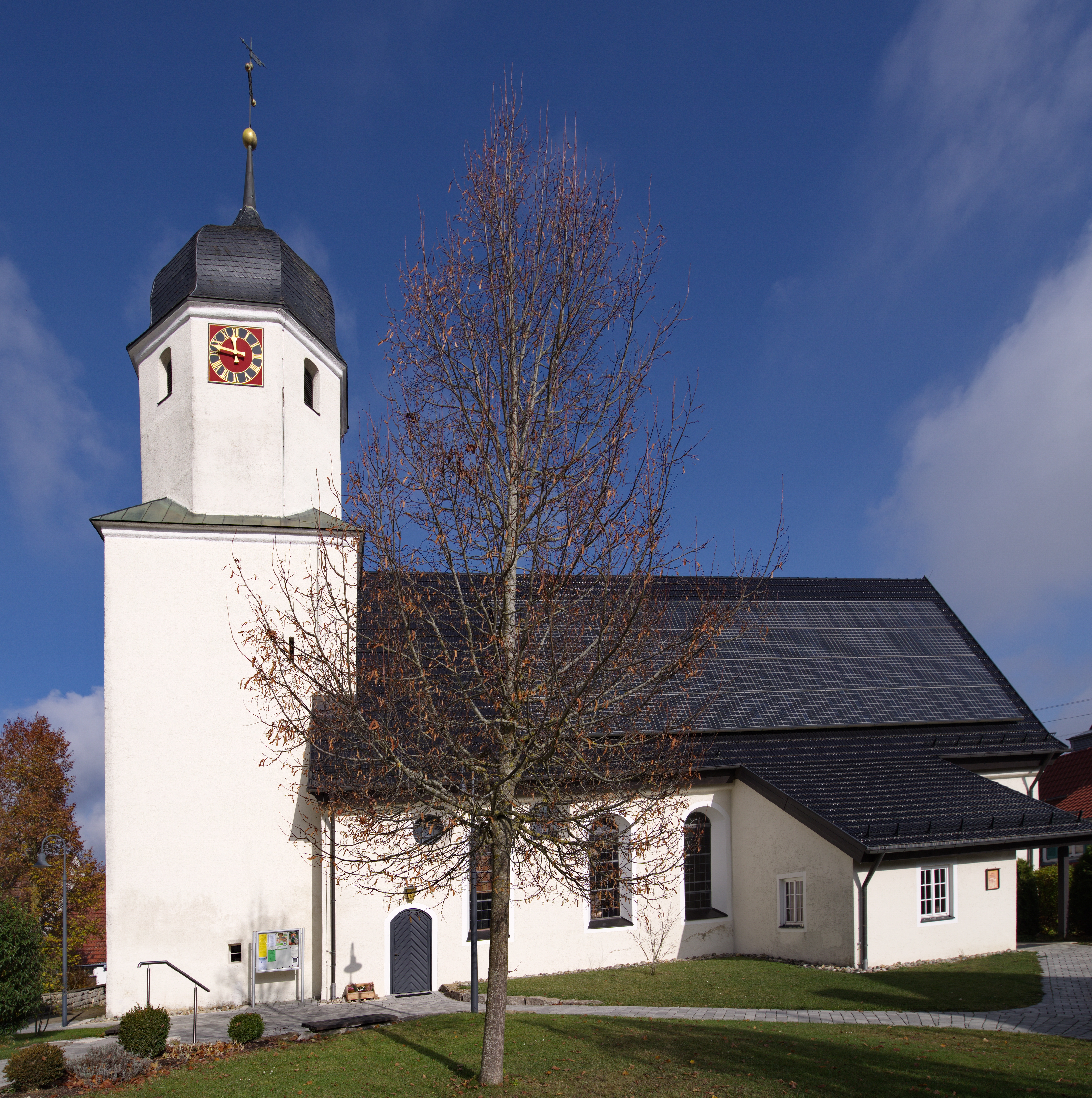
Michaelskirche in Gussenstadt

Die evangelische Michaelskirche steht in Gussenstadt, einem Teilort der Gemeinde Gerstetten im Landkreis Heidenheim in Baden-Württemberg. Das Bauwerk ist beim Landesamt für Denkmalpflege Baden-Württemberg als Baudenkmal eingetragen. Die Kirchengemeinde gehört zum Kirchenbezirk Heidenheim der Evangelischen Landeskirche in Württemberg.

## Beschreibung

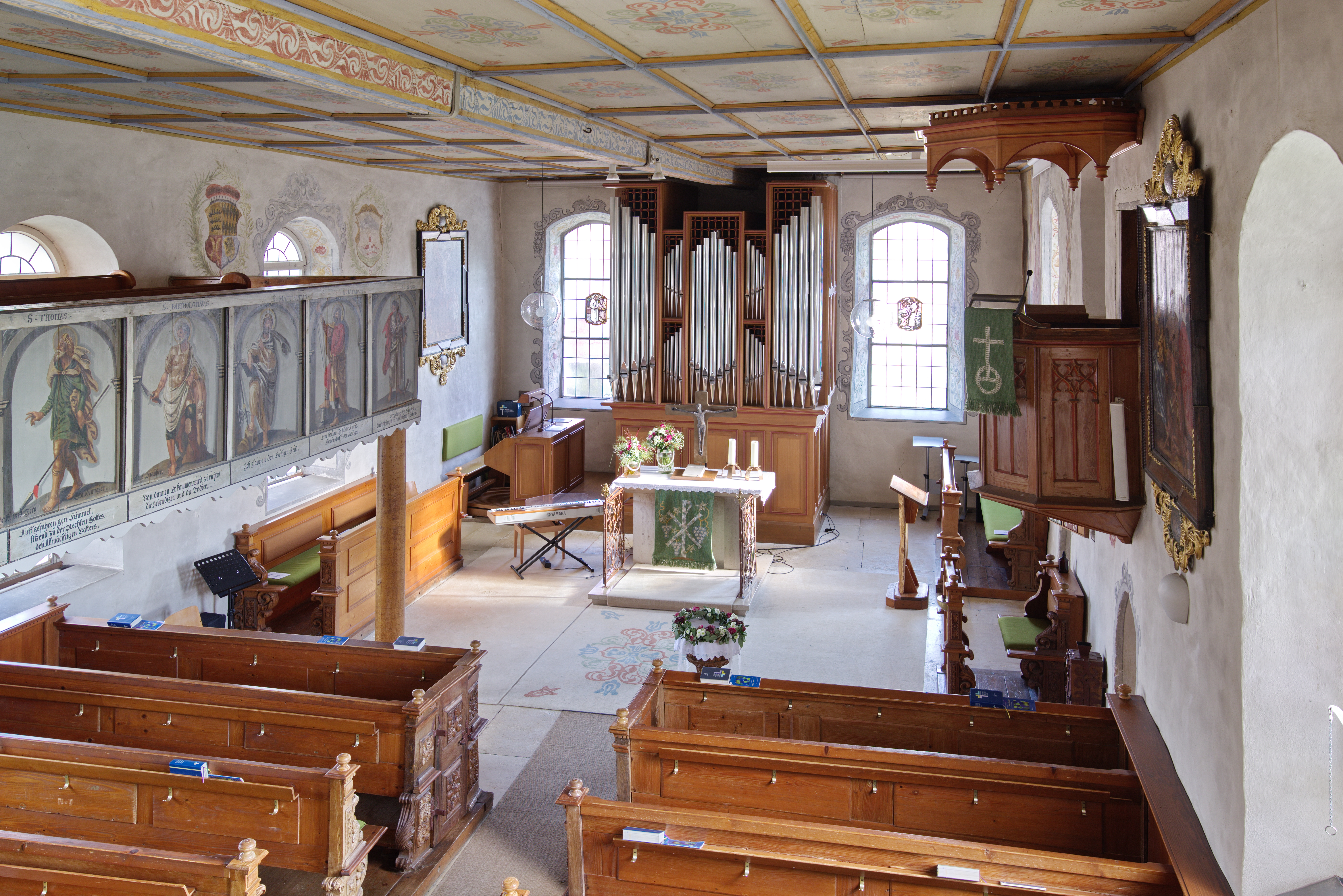
Innenraum

Die im Kern romanische Saalkirche wurde um 1150 erbaut. Sie besteht aus einem Langhaus und einem baulich nicht ausgeprägten Chor im Osten und einem Kirchturm im Westen, dessen untere Geschosse aus der Zeit der Gotik stammen. Er wurde 1680 mit einem achteckigen Geschoss aufgestockt, das die Turmuhr und den Glockenstuhl beherbergt, und mit einer schiefergedeckten Glockenhaube bedeckt. Das Langhaus wurde 1446 nach Osten verlängert und 1691 mit einem Getreidespeicher auf die heutige Größe erweitert.
Der Innenraum des Langhauses ist mit einer Kassettendecke überspannt, die in der Mitte von einem bemalten Balken getragen wird. Die Wandmalereien im Chor, die u. a. die Auferstehung Jesu Christi zeigen, wurden 1911 aufgedeckt. Ein Tafelbild von 1580 zeigt eine allegorische Darstellung von Jesus Christus. Ein Opferstock stammt von 1738. Die Orgel mit 16 Registern wurde 1982 durch E. F. Walcker & Cie. erbaut.